# Carl Valeri
Carl Valeri (Canberra, 14 agosto 1984) è un ex calciatore australiano, di ruolo centrocampista.

## Biografia
È figlio di Walter Valeri, tecnico ed ex calciatore professionista di origini italiane; i genitori di Walter erano originari di Sulmona.

## Caratteristiche tecniche
Valeri era un mediano di interdizione in un possesso di una discreta resistenza, efficace nel contrastare gli avversari e recuperare la sfera.

## Carriera

### Club
Inizia a giocare a calcio nell'AIS. Nel 2002 viene notato dall'Inter, che lo inserisce nel proprio settore giovanile. Il 31 agosto 2004 passa in prestito alla SPAL, in Serie C1.
Il 4 agosto 2005 passa in compartecipazione al Grosseto, in Serie C1. Il 13 maggio 2007 il Grosseto si impone – grazie ad una sua rete – 1-0 allo Stadio Euganeo contro il Padova, ottenendo la sua prima storica promozione in Serie B. A questo successo segue quello della Supercoppa di Lega di Serie C1. Al termine della stagione la comproprietà è risolta a favore del Grosseto. Esordisce in Serie B il 25 agosto 2007 in Modena-Grosseto (3-0).
Il 30 dicembre 2009 passa in comproprietà al Sassuolo. Esordisce con i neroverdi il 30 gennaio 2010 in Sassuolo-Salernitana (3-2), subentrando all'83' al posto di Emiliano Salvetti. Termina la stagione con 14 presenze. Il 25 giugno la comproprietà viene risolta a favore del Sassuolo. Mette a segno la sua prima rete con i neroverdi il 28 gennaio 2012 contro il Verona (vittoria per 2-0). Il 2 luglio 2012 rinnova l'accordo con il Sassuolo fino al 2014.
Il 18 maggio 2013 conquista – all'ultima giornata di campionato – la promozione in Serie A. Nel corso della stagione è stato impiegato solo in 5 occasioni, di cui due in Coppa Italia, a causa di un infortunio alla caviglia rimediato in nazionale contro la Corea del Sud.
Il 22 gennaio 2014 firma un contratto di sei mesi con la Ternana, in Serie B. Esordisce con gli umbri il 25 gennaio in Carpi-Ternana (1-2), subentrando nei minuti finali al posto di Mirko Antenucci. Il 4 giugno 2014 si accorda a parametro zero con il Melbourne Victory, firmando un contratto triennale.
Il 25 maggio 2019 lascia il Melbourne Victory – di cui è stato capitano e con cui ha vinto due campionati – accordandosi con il Dandenong City.

### Nazionale

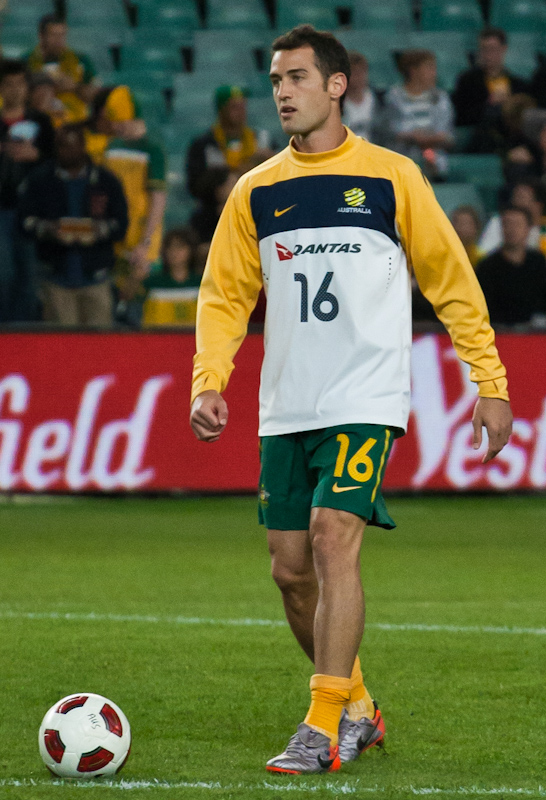
Valeri con la maglia dei Socceroos nel 2010.

Ha giocato in tutte le rappresentative giovanili australiane, Under-17, Under-20, Under-23. È stato capitano dell'Under-17 al Campionato mondiale di calcio Under-20 2001 e ha disputato con l'Under-23 i Giochi della XXVIII Olimpiade ad Atene nel 2004.
Esordisce in nazionale il 24 marzo 2007 contro la Cina in amichevole, diventando il 501º giocatore a vestire la maglia dei Socceroos.
L'11 maggio viene convocato da Pim Verbeek per prendere parte ai Mondiali 2010, ottenendo tre apparizioni.
Convocato per la Coppa d'Asia 2011, realizza il suo primo gol con la maglia dei Socceroos nella semifinale vinta contro l'Uzbekistan (6-0). Scende in campo nella finale persa contro il Giappone, ottenendo la medaglia d'argento. Conclude la manifestazione con 5 presenze e una rete.

## Statistiche

### Presenze e reti nei club
Statistiche aggiornate al 12 maggio 2019.
| Stagione                 | Squadra                  | Campionato               | Campionato | Campionato | Coppe nazionali | Coppe nazionali | Coppe nazionali | Coppe continentali | Coppe continentali | Coppe continentali | Altre coppe | Altre coppe | Altre coppe | Totale | Totale |
| Stagione                 | Squadra                  | Comp                     | Pres       | Reti       | Comp            | Pres            | Reti            | Comp               | Pres               | Reti               | Comp        | Pres        | Reti        | Pres   | Reti   |
| ------------------------ | ------------------------ | ------------------------ | ---------- | ---------- | --------------- | --------------- | --------------- | ------------------ | ------------------ | ------------------ | ----------- | ----------- | ----------- | ------ | ------ |
| 2004-2005                | SPAL                     | C1                       | 25         | 0          | CI-C            | 2               | 0               | -                  | -                  | -                  | -           | -           | -           | 27     | 0      |
| 2005-2006                | Grosseto                 | C1                       | 27+4       | 1          | CI+CI-C         | 1+1             | 0               | -                  | -                  | -                  | -           | -           | -           | 33     | 1      |
| 2006-2007                | Grosseto                 | C1                       | 30         | 2          | CI+CI-C         | 1+2             | 0               | -                  | -                  | -                  | S-C1        | 0           | 0           | 33     | 2      |
| 2007-2008                | Grosseto                 | B                        | 37         | 2          | CI              | 1               | 0               | -                  | -                  | -                  | -           | -           | -           | 38     | 2      |
| 2008-2009                | Grosseto                 | B                        | 28+1       | 1          | CI              | 2               | 0               | -                  | -                  | -                  | -           | -           | -           | 31     | 1      |
| 2009-gen. 2010           | Grosseto                 | B                        | 9          | 1          | CI              | 1               | 0               | -                  | -                  | -                  | -           | -           | -           | 10     | 1      |
| Totale Grosseto          | Totale Grosseto          | Totale Grosseto          | 131+5      | 7          |                 | 9               | 0               |                    | -                  | -                  |             | 0           | 0           | 145    | 7      |
| gen.-giu. 2010           | Sassuolo                 | B                        | 14         | 0          | CI              | -               | -               | -                  | -                  | -                  | -           | -           | -           | 14     | 0      |
| 2010-2011                | Sassuolo                 | B                        | 22         | 0          | CI              | 1               | 0               | -                  | -                  | -                  | -           | -           | -           | 23     | 0      |
| 2011-2012                | Sassuolo                 | B                        | 29+2       | 2+1        | CI              | 2               | 0               | -                  | -                  | -                  | -           | -           | -           | 33     | 3      |
| 2012-2013                | Sassuolo                 | B                        | 3          | 1          | CI              | 2               | 0               | -                  | -                  | -                  | -           | -           | -           | 5      | 1      |
| 2013-gen. 2014           | Sassuolo                 | A                        | 0          | 0          | CI              | 0               | 0               | -                  | -                  | -                  | -           | -           | -           | 0      | 0      |
| Totale Sassuolo          | Totale Sassuolo          | Totale Sassuolo          | 68+2       | 3+1        |                 | 5               | 0               |                    | -                  | -                  |             | -           | -           | 75     | 4      |
| gen.-giu. 2014           | Ternana                  | B                        | 8          | 0          | CI              | -               | -               | -                  | -                  | -                  | -           | -           | -           | 8      | 0      |
| 2014-2015                | Melbourne Victory        | AL                       | 27+2       | 2          | CA              | 2               | 0               | -                  | -                  | -                  | -           | -           | -           | 31     | 2      |
| 2015-2016                | Melbourne Victory        | AL                       | 6+1        | 0          | CA              | 3               | 0               | ACL                | 4                  | 0                  | -           | -           | -           | 14     | 0      |
| 2016-2017                | Melbourne Victory        | AL                       | 25+2       | 0          | CA              | 3               | 0               | -                  | -                  | -                  | -           | -           | -           | 30     | 0      |
| 2017-2018                | Melbourne Victory        | AL                       | 25+3       | 0          | CA              | 1               | 0               | ACL                | 4                  | 0                  | -           | -           | -           | 33     | 0      |
| 2018-2019                | Melbourne Victory        | AL                       | 20+2       | 0          | CA              | 2               | 0               | ACL                | 4                  | 0                  | -           | -           | -           | 28     | 0      |
| Totale Melbourne Victory | Totale Melbourne Victory | Totale Melbourne Victory | 103+10     | 2          |                 | 11              | 0               |                    | 12                 | 0                  |             | -           | -           | 136    | 2      |
| Totale carriera          | Totale carriera          | Totale carriera          | 352        | 13         |                 | 27              | 0               |                    | 12                 | 0                  |             | 0           | 0           | 391    | 13     |

### Cronologia presenze e reti in nazionale
| Cronologia completa delle presenze e delle reti in nazionale ― Australia | Cronologia completa delle presenze e delle reti in nazionale ― Australia | Cronologia completa delle presenze e delle reti in nazionale ― Australia | Cronologia completa delle presenze e delle reti in nazionale ― Australia | Cronologia completa delle presenze e delle reti in nazionale ― Australia | Cronologia completa delle presenze e delle reti in nazionale ― Australia | Cronologia completa delle presenze e delle reti in nazionale ― Australia | Cronologia completa delle presenze e delle reti in nazionale ― Australia |
| Data                                                                     | Città                                                                    | In casa                                                                  | Risultato                                                                | Ospiti                                                                   | Competizione                                                             | Reti                                                                     | Note                                                                     |
| ------------------------------------------------------------------------ | ------------------------------------------------------------------------ | ------------------------------------------------------------------------ | ------------------------------------------------------------------------ | ------------------------------------------------------------------------ | ------------------------------------------------------------------------ | ------------------------------------------------------------------------ | ------------------------------------------------------------------------ |
| 24-3-2007                                                                | Canton                                                                   | Cina                                                                     | 0 – 2                                                                    | Australia                                                                | Amichevole                                                               | -                                                                        | 90’                                                                      |
| 2-6-2007                                                                 | Sydney                                                                   | Australia                                                                | 1 – 2                                                                    | Uruguay                                                                  | Amichevole                                                               | -                                                                        |                                                                          |
| 11-9-2007                                                                | Melbourne                                                                | Australia                                                                | 0 – 1                                                                    | Argentina                                                                | Amichevole                                                               | -                                                                        | 51’                                                                      |
| 17-11-2007                                                               | Londra                                                                   | Australia                                                                | 0 – 1                                                                    | Nigeria                                                                  | Amichevole                                                               | -                                                                        |                                                                          |
| 6-2-2008                                                                 | Melbourne                                                                | Australia                                                                | 3 – 0                                                                    | Qatar                                                                    | Qual. Mondiali 2010                                                      | -                                                                        | 67’                                                                      |
| 26-3-2008                                                                | Kunming                                                                  | Cina                                                                     | 0 – 0                                                                    | Australia                                                                | Qual. Mondiali 2010                                                      | -                                                                        |                                                                          |
| 1-6-2008                                                                 | Brisbane                                                                 | Australia                                                                | 1 – 0                                                                    | Iraq                                                                     | Qual. Mondiali 2010                                                      | -                                                                        | 62’                                                                      |
| 7-6-2008                                                                 | Dubai                                                                    | Iraq                                                                     | 1 – 0                                                                    | Australia                                                                | Qual. Mondiali 2010                                                      | -                                                                        |                                                                          |
| 14-6-2008                                                                | Doha                                                                     | Qatar                                                                    | 1 – 3                                                                    | Australia                                                                | Qual. Mondiali 2010                                                      | -                                                                        |                                                                          |
| 22-6-2008                                                                | Sydney                                                                   | Australia                                                                | 0 – 1                                                                    | Cina                                                                     | Qual. Mondiali 2010                                                      | -                                                                        |                                                                          |
| 19-8-2008                                                                | Londra                                                                   | Australia                                                                | 2 – 2                                                                    | Sudafrica                                                                | Amichevole                                                               | -                                                                        | 62’                                                                      |
| 6-9-2008                                                                 | Eindhoven                                                                | Paesi Bassi                                                              | 1 – 2                                                                    | Australia                                                                | Amichevole                                                               | -                                                                        |                                                                          |
| 10-9-2008                                                                | Tashkent                                                                 | Uzbekistan                                                               | 0 – 1                                                                    | Australia                                                                | Qual. Mondiali 2010                                                      | -                                                                        | 35’                                                                      |
| 19-11-2008                                                               | Manama                                                                   | Bahrein                                                                  | 0 – 1                                                                    | Australia                                                                | Qual. Mondiali 2010                                                      | -                                                                        |                                                                          |
| 11-2-2009                                                                | Yokohama                                                                 | Giappone                                                                 | 0 – 0                                                                    | Australia                                                                | Qual. Mondiali 2010                                                      | -                                                                        | 90’                                                                      |
| 1-4-2009                                                                 | Sydney                                                                   | Australia                                                                | 2 – 0                                                                    | Uzbekistan                                                               | Qual. Mondiali 2010                                                      | -                                                                        | 82’                                                                      |
| 6-6-2009                                                                 | Doha                                                                     | Qatar                                                                    | 0 – 0                                                                    | Australia                                                                | Qual. Mondiali 2010                                                      | -                                                                        |                                                                          |
| 10-10-2009                                                               | Sydney                                                                   | Australia                                                                | 0 – 0                                                                    | Paesi Bassi                                                              | Amichevole                                                               | -                                                                        | 16’ 61’ 81’                                                              |
| 14-10-2009                                                               | Melbourne                                                                | Australia                                                                | 1 – 0                                                                    | Oman                                                                     | Qual. Coppa d'Asia 2011                                                  | -                                                                        |                                                                          |
| 24-5-2010                                                                | Melbourne                                                                | Australia                                                                | 2 – 1                                                                    | Nuova Zelanda                                                            | Amichevole                                                               | -                                                                        | 46’                                                                      |
| 1-6-2010                                                                 | Roodeport                                                                | Australia                                                                | 1 – 0                                                                    | Danimarca                                                                | Amichevole                                                               | -                                                                        | 46’                                                                      |
| 5-6-2010                                                                 | Roodeport                                                                | Australia                                                                | 1 – 3                                                                    | Stati Uniti                                                              | Amichevole                                                               | -                                                                        | 46’                                                                      |
| 13-6-2010                                                                | Durban                                                                   | Germania                                                                 | 4 – 0                                                                    | Australia                                                                | Mondiali 2010 - 1º turno                                                 | -                                                                        | 58’                                                                      |
| 19-6-2010                                                                | Rustenburg                                                               | Ghana                                                                    | 1 – 1                                                                    | Australia                                                                | Mondiali 2010 - 1º turno                                                 | -                                                                        |                                                                          |
| 23-6-2010                                                                | Nelspruit                                                                | Australia                                                                | 2 – 1                                                                    | Serbia                                                                   | Mondiali 2010 - 1º turno                                                 | -                                                                        | 66’                                                                      |
| 11-8-2010                                                                | Lubiana                                                                  | Slovenia                                                                 | 2 – 0                                                                    | Australia                                                                | Amichevole                                                               | -                                                                        |                                                                          |
| 3-9-2010                                                                 | San Gallo                                                                | Svizzera                                                                 | 0 – 0                                                                    | Australia                                                                | Amichevole                                                               | -                                                                        | 71’ 81’                                                                  |
| 7-9-2010                                                                 | Cracovia                                                                 | Polonia                                                                  | 1 – 2                                                                    | Australia                                                                | Amichevole                                                               | -                                                                        | 55’                                                                      |
| 17-11-2010                                                               | Cairo                                                                    | Egitto                                                                   | 3 – 0                                                                    | Australia                                                                | Amichevole                                                               | -                                                                        | 89’                                                                      |
| 5-1-2011                                                                 | Al Ain                                                                   | Emirati Arabi Uniti                                                      | 0 – 0                                                                    | Australia                                                                | Amichevole                                                               | -                                                                        |                                                                          |
| 14-1-2011                                                                | Doha                                                                     | Australia                                                                | 1 – 1                                                                    | Corea del Sud                                                            | Coppa d'Asia 2011 - 1º turno                                             | -                                                                        | 46’                                                                      |
| 18-1-2011                                                                | Doha                                                                     | Australia                                                                | 1 – 0                                                                    | Bahrein                                                                  | Coppa d'Asia 2011 - 1º turno                                             | -                                                                        |                                                                          |
| 22-1-2011                                                                | Doha                                                                     | Australia                                                                | 1 – 0                                                                    | Iraq                                                                     | Coppa d'Asia 2011 - Quarti di finale                                     | -                                                                        |                                                                          |
| 25-1-2011                                                                | Doha                                                                     | Uzbekistan                                                               | 0 – 6                                                                    | Australia                                                                | Coppa d'Asia 2011 - Semifinale                                           | 1                                                                        | 38’                                                                      |
| 29-1-2011                                                                | Doha                                                                     | Australia                                                                | 0 – 1                                                                    | Giappone                                                                 | Coppa d'Asia 2011 - Finale                                               | -                                                                        | 16’                                                                      |
| 29-3-2011                                                                | Mönchengladbach                                                          | Germania                                                                 | 1 – 2                                                                    | Australia                                                                | Amichevole                                                               | -                                                                        |                                                                          |
| 5-6-2011                                                                 | Adelaide                                                                 | Australia                                                                | 3 – 0                                                                    | Nuova Zelanda                                                            | Amichevole                                                               | -                                                                        | 65’                                                                      |
| 7-6-2011                                                                 | Melbourne                                                                | Australia                                                                | 0 – 0                                                                    | Serbia                                                                   | Amichevole                                                               | -                                                                        |                                                                          |
| 10-8-2011                                                                | Cardiff                                                                  | Galles                                                                   | 1 – 2                                                                    | Australia                                                                | Amichevole                                                               | -                                                                        |                                                                          |
| 2-9-2011                                                                 | Brisbane                                                                 | Australia                                                                | 2 – 1                                                                    | Thailandia                                                               | Qual. Mondiali 2014                                                      | -                                                                        | 36’                                                                      |
| 6-9-2011                                                                 | Riyad                                                                    | Arabia Saudita                                                           | 1 – 3                                                                    | Australia                                                                | Qual. Mondiali 2014                                                      | -                                                                        |                                                                          |
| 7-10-2011                                                                | Canberra                                                                 | Australia                                                                | 5 – 0                                                                    | Malaysia                                                                 | Amichevole                                                               | -                                                                        | 46’                                                                      |
| 11-10-2011                                                               | Sydney                                                                   | Australia                                                                | 3 – 0                                                                    | Oman                                                                     | Qual. Mondiali 2014                                                      | -                                                                        |                                                                          |
| 11-11-2011                                                               | Mascate                                                                  | Oman                                                                     | 1 – 0                                                                    | Australia                                                                | Qual. Mondiali 2014                                                      | -                                                                        |                                                                          |
| 15-11-2011                                                               | Bangkok                                                                  | Thailandia                                                               | 0 – 1                                                                    | Australia                                                                | Qual. Mondiali 2014                                                      | -                                                                        |                                                                          |
| 8-6-2012                                                                 | Mascate                                                                  | Oman                                                                     | 0 – 0                                                                    | Australia                                                                | Qual. Mondiali 2014                                                      | -                                                                        |                                                                          |
| 12-6-2012                                                                | Brisbane                                                                 | Australia                                                                | 1 – 1                                                                    | Giappone                                                                 | Qual. Mondiali 2014                                                      | -                                                                        |                                                                          |
| 15-8-2012                                                                | Edimburgo                                                                | Scozia                                                                   | 3 – 1                                                                    | Australia                                                                | Amichevole                                                               | -                                                                        |                                                                          |
| 16-10-2012                                                               | Baghdad                                                                  | Iraq                                                                     | 1 – 2                                                                    | Australia                                                                | Qual. Mondiali 2014                                                      | -                                                                        |                                                                          |
| 14-11-2012                                                               | Hwaseong                                                                 | Corea del Sud                                                            | 1 – 2                                                                    | Australia                                                                | Amichevole                                                               | -                                                                        | 57’                                                                      |
| 4-9-2014                                                                 | Liegi                                                                    | Belgio                                                                   | 2 – 0                                                                    | Australia                                                                | Amichevole                                                               | -                                                                        | 87’                                                                      |
| 8-9-2014                                                                 | Londra                                                                   | Arabia Saudita                                                           | 2 – 3                                                                    | Australia                                                                | Amichevole                                                               | -                                                                        | 59’                                                                      |
| Totale                                                                   |                                                                          | Presenze                                                                 | 52                                                                       |                                                                          | Reti                                                                     | 1                                                                        |                                                                          |

## Palmarès

### Club

#### Competizioni nazionali
- Campionato italiano Serie C1: 1

Grosseto: 2006-2007
- Supercoppa di Lega di Serie C1: 1

Grosseto: 2007
- Campionato italiano di Serie B: 1

Sassuolo: 2012-2013
- Campionato australiano: 2

Melbourne Victory: 2014-2015, 2017-2018
- FFA Cup: 1

Melbourne Victory: 2015

### Nazionale
- OFC Under-17 Championship: 1

Vanuatu-Samoa 2001
- OFC Under-20 Championship: 1

Vanuatu-Figi 2002